# سيبينو بلاكو
سيبينو بلاكو (بالألبانية: Sebino Plaku‏) (20 مايو 1985 في ألبانيا - ) هو لاعب كرة قدم ألباني في مركز الهجوم. شارك مع منتخب ألبانيا تحت 17 سنة لكرة القدم ومنتخب ألبانيا تحت 19 سنة لكرة القدم. أما مع النوادي، فقد لعب مع بارتيزاني تيرانا ودينامو تيرانا وشلوسك فروتسلاو ونادي تيرانا ونادي سكندربيو كورتشه ونادي فلامورتاري فلوره ونادي لاتشي وFK Apolonia Fier ‏ وHamarkameratene ‏ وKF Kastrioti Krujë ‏ وKF Besëlidhja Lezhë ‏.

## وصلات خارجية
- سيبينو بلاكو على موقع الاتحاد الأوربي (الإنجليزية)
- سيبينو بلاكو على موقع قاعدة بيانات كرة القدم.إي يو (الإنجليزية)
- سيبينو بلاكو على موقع Soccerway.com (الإنجليزية)
- سيبينو بلاكو على موقع عالم كرة القدم.نت (الإنجليزية)